# Caso Las Torres
El Caso Las Torres es un proceso judicial penal en Ecuador. El proceso penal enmarca una investigación, y posterior formulación de cargos, por el presunto delito de delincuencia organizada. El proceso involucra al contralor general Pablo Celi de la Torre, José Agusto Briones -exsecretario de la Presidencia en el Gobierno de Lenín Moreno-, y varios funcionarios de estatal petrolera Petroecuador.
El proceso inició por una detención de ciudadanos ecuatorianos en Estados Unidos vinculados a una investigación por lavado de activos. Las autoridades estadounidenses del Departamento de Justicia remitieron toda la información a la Fiscalía General del Estado ecuatoriana, en donde se prosiguió con las investigaciones sobre irregularidades en Petroecuador, que involucraba a la Contraloría General del Estado y funcionarios de la Secretaría General de la Presidencia.

## Notitia criminis
En junio de 2019, José Raúl de la Torre Prado -exfuncionario de Petroecuador- y el empresario inmobiliario Roberto Barrera fueron detenidos en Miami, Estados Unidos en medio de una investigación por lavado de activos. De la Torre Prado se declaró culpable el 14 de noviembre de 2019, confesando que entre 2018 y 2019 en su calidad de funcionario de Petroecuador, conspiró con otros funcionarios de la estatal petrolera y de otros sectores del gobierno, para recibir millones de dólares por concepto de sobornos, a cambio de permitir a una compañía de servicios petroleros obtener y mantener contratos y pagos con Petroecuador. De la Torre -según su confesión- actuó junto a Barrera, quien también se declaró culpable, y ambos solicitaron un soborno de 3,15 millones a la empresa. Los fiscales de Estados Unidos hicieron pública la confesión de José Raúl de la Torre, pero no el de la compañía petrolera. 
La empresa que dio el soborno hizo depósitos en cuentas bancarias en Florida que no estaban a nombre de De la Torre o de Barrera, sin embargo, José Raúl recibió cerca de 32 mil dólares en artículos de lujo y dinero en efectivo, mientras que Barrera recibió cerca de 150 mil dólares. 
El delito de conspirar para lavado de dinero suele tener una pena de 20 años de prisión en Estados Unidos. Sin embargo, Barrera cumplió 23 meses de prisión, luego de una solicitar a una jueza su libertad tras cumplir el 70% de la pena. De la Torre fue condenado a cinco meses de prisión y dos años de libertad vigilada. 
Petroecuador emitió comunicados manifestando que cargo y funciones tenía José Raúl de la Torre Prado, durante el tiempo que formó parte de la institución, y pidió a la Fiscalía General del Estado que inicie la investigación dentro de Ecuador sobre la trama de corrupción tratada en Estados Unidos. 

## Proceso judicial

### Instrucción fiscal

#### Allanamientos en Quito y Guayaquil

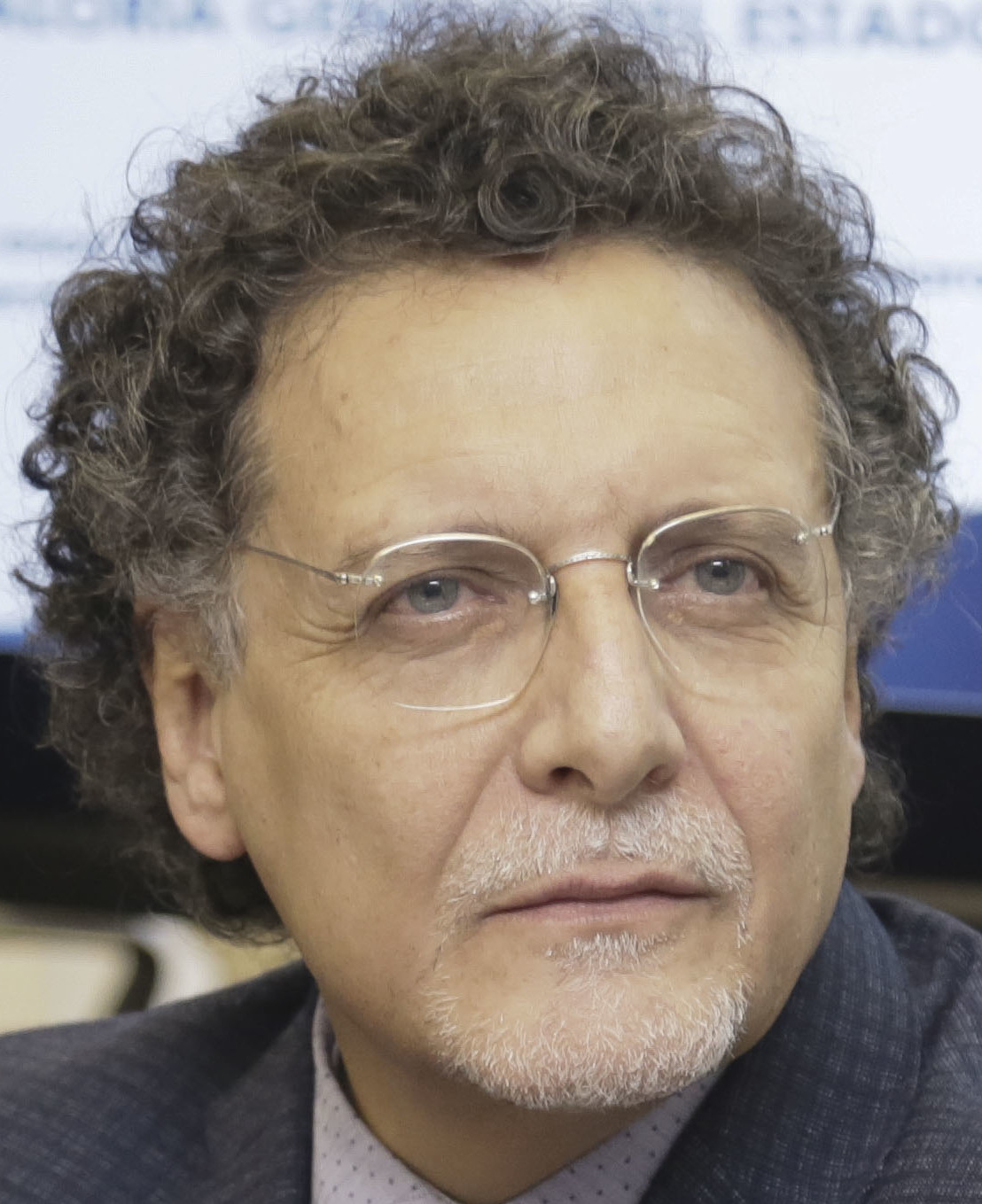
Pablo Celi de la Torre

En la madrugada del 13 de abril de 2021, se realizaron una serie de allanamientos en las ciudades de Quito y Guayaquil, como producto de una investigación que llevaba a cabo la Fiscalía General del Estado por el delito de delincuencia organizada. Dentro de los allanamientos se ejecutaron ocho órdenes de detención, entre las cuales figuraba una en contra de Pablo Celi de la Torre, titular de la Contraloría General del Estado, y otra en contra de José Agusto Briones, exsecretario general de Presidencia. La investigación se centró en una presunta trama de corrupción entre la Contraloría, la Secretaría General de Presidencia y Petroecuador.
En los allanamientos y detenciones -que fueron lideradas por la fiscal general Diana Salazar, en colaboración de 25 equipos fiscales y en coordinación con la Policía Nacional- se encontró como indicios varios documentos, dispositivos electrónicos, información financiera, computadoras, celulares, cajas fuertes, entre otros. El dinero encontrado en los allanamientos sumaron 32.580 dólares.

#### Audiencia de formulación de cargos
La audiencia fue convocada para el mismo día, 13 de abril, a las 18h50, en la modalidad de videoconferencia con uso de la plataforma Zoom. Dentro de la audiencia de formulación de cargos la fiscal general Diana Salazar inició el proceso en etapa de instrucción, el juez nacional Felipe Córdova Ochoa, dictó orden de prisión preventiva en contra de: José Iván Agusto Briones, Luis Adolfo Agusto Briones, José Luis Esteban Celi de la Torre, el contralor general Pablo Santiago Celi de la Torre, Silvia Giomara López Vallejo, Andrés Olavide Luque Cervantes, Ángelo Steve Rodríguez López. A las ciudadanas Natalia Cárdenas Samofalova y Elsie María Cueva Rap se les otorgó medidas sustitutivas. También se ordenó el congelamiento de las cuentas de los procesados.
El contralor general Celi, el exsecretario general Agusto y otros cinco imputados fueron trasladados a la Cárcel 4 de Quito.

#### Apelación a órdenes de prisión preventiva
Los siete procesados a los que se les ordenó prisión preventiva: Pablo Celi, su hermano José Luis Esteban Celi, José Agusto Briones, su hermano Luis Adolfo Agusto, Silvia López, Andrés Luque y Ángela Rodríguez apelaron la medida cautelar que pesó en contra de ellos. La audiencia se desarrolló el 13 de mayo de 2021, recayendo en el tribunal de la Corte Nacional de Justicia, conformado mediante sorteo por el juez nacional Byron Guillén Zambrano como ponente, el juez nacional Luis Rivera Velasco y la conjueza Mercedes Caicedo Aldaz.
El tribunal decidió rechazar la apelación planteada por los dos hermanos Celi de la Torre y los dos hermanos Agusto Briones, ratificando la medida cautelar de prisión preventiva. En cuanto a los empresarios Silvia López, Andrés Luque y Ángela Rodríguez, aceptaron sus recursos de apelación, aplicando para ellos medidas sustitutivas como la prohibición de salida del país, la obligación de presentarse periódicamente en la judicatura, y la colocación del dispositivo de vigilancia electrónica.

#### Vinculación de otros procesados
En audiencia convocada para el 17 de mayo de 2021, la Fiscalía vinculó a la instrucción a los ciudadanos Roy Esteban Calero Acosta quien facilitó sus cuentas en el extranjero para supuestos pagos indebidos, Alvarado Jorge Guzmán Pérez como supuesto asesor de la organización, Pablo Antonio Flores Cueva como de Petroecuador, Marco Antonio Flores Troncoso como padre de Pablo Flores y quien supuestamente recibía los fondos indebidos, y Pedro Vicente Saona Roca como consultor técnico.
El juez Felipe Córdova Ochoa no dictó prisión preventiva en contra de los vinculados, sin embargo, ordenó las medidas de prohibición de salida del país, la obligación de presentarse periódicamente en la judicatura, y la colocación del dispositivo de vigilancia electrónica, a excepción de Calero Acosta, quien vive en Estados Unidos y se dispuso que se presente cada tres semanas en la Corte Nacional.

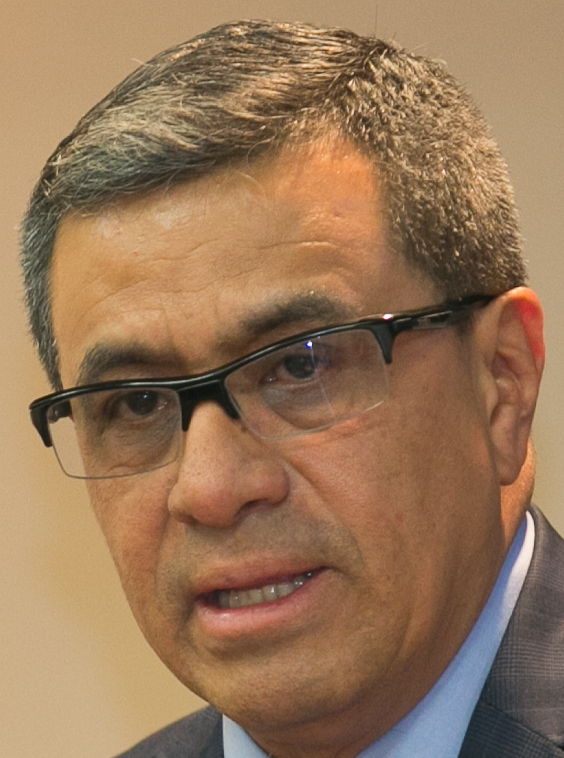
José Agusto Briones

#### Suicidio de José Agusto Briones
Durante la tarde del 23 de mayo de 2021, un día antes del final del gobierno de Lenín Moreno y la posesión de Guillermo Lasso, los medios de comunicación informaron que José Agusto había sido encontrado muerto en la Cárcel 4 de la ciudad de Quito, en donde cumplía su prisión preventiva. La noticia fue confirmada por el ministro de Gobierno, Gabriel Martínez, a través de su cuenta de Twitter.

Confirmamos la noticia de la muerte de José Agusto Briones en la cárcel No. 4 de la ciudad de Quito. La causa de la muerte está siendo investigada. Seguiremos informando de este lamentable suceso en las próximas horas"
Gabriel Martínez, ministro de Gobierno

El cuerpo de Agusto, quien aparentemente se habría suicidado, fue encontrado cerca del mediodía por los guías penitenciarios. El presidente Moreno lamentó la noticia de la muerte de Agusto, a quien consideró como un "gran amigo" en sus redes sociales.
De acuerdo a informes forenses divulgados por el Gobierno, la autopsia realizada al cadáver de Agusto señaló como causa de muerte un ahorcamiento, reforzando la hipótesis inicial de un suicidio.
El fallecimiento de José Agusto, según la legislación ecuatoriana, tiene como consecuencia la extinción de la acción penal que pesaba en su contra; sin embargo, también provocó el planteamiento de un habeas corpus a favor de su hermano Adolfo por parte de su abogado defensor. La familia de los hermanos Agusto Briones pidieron se siga investigando la muerte de José Iván, ya que para ellos no se trataría de un suicidio, por lo que solicitaron su exhumación y segunda autopsia; de lo contrario intentarían una demanda en contra del Estado.

## Procesados
| Procesada/o                        | Instrucción | Instrucción | Instrucción   | Instrucción   | Instrucción   | Instrucción  | Instrucción    | Instrucción  | Instrucción                                | Evaluación y prep. juicio                  | Evaluación y prep. juicio                  | Juicio                                     | Juicio                                     |
| Procesada/o                        | Form. car.  | Vinc.       | Medidas       | Medidas       | Medidas       | Medidas      | Medidas        | Medidas      | Dictamen                                   | Sobreseimiento                             | Llamamiento a juicio                       | Sentencia                                  | Pena                                       |
| ---------------------------------- | ----------- | ----------- | ------------- | ------------- | ------------- | ------------ | -------------- | ------------ | ------------------------------------------ | ------------------------------------------ | ------------------------------------------ | ------------------------------------------ | ------------------------------------------ |
| Procesada/o                        | Form. car.  | Vinc.       | Prisión prev. | Prohib. ause. | Pres. periód. | Arrest. dom. | Vigil. electr. | Sobre bienes | Dictamen                                   | Sobreseimiento                             | Llamamiento a juicio                       | Sentencia                                  | Pena                                       |
| Luis Adolfo Agusto Briones         |             | —           |               | —             | —             | —            | —              |              |                                            |                                            |                                            |                                            |                                            |
| José Luis Esteban Celi de la Torre |             | —           |               | —             | —             | —            | —              |              |                                            |                                            |                                            |                                            |                                            |
| Pablo Santiago Celi de la Torre    |             | —           |               | —             | —             | —            | —              |              |                                            |                                            |                                            |                                            |                                            |
| Silvia Giomara López Vallejo       |             | —           | Apel.         | —             | —             | —            | —              |              |                                            |                                            |                                            |                                            |                                            |
| Andrés Olavide Luque Cervantes     |             | —           | Apel.         | —             | —             | —            | —              |              |                                            |                                            |                                            |                                            |                                            |
| Ángelo Steve Rodríguez López       |             | —           | Apel.         | —             | —             | —            | —              |              |                                            |                                            |                                            |                                            |                                            |
| Natalia Cárdenas Samofalova        |             | —           |               |               |               | —            |                |              |                                            |                                            |                                            |                                            |                                            |
| Elsie María Cueva Rap              |             | —           |               |               |               |              |                |              |                                            |                                            |                                            |                                            |                                            |
| José Iván Agusto Briones           |             | —           |               | —             | —             | —            | —              |              | † Extinción de la acción penal por muerte. | † Extinción de la acción penal por muerte. | † Extinción de la acción penal por muerte. | † Extinción de la acción penal por muerte. | † Extinción de la acción penal por muerte. |
| Roy Esteban Calero Acosta          | —           |             |               |               |               | —            |                |              |                                            |                                            |                                            |                                            |                                            |
| Álvaro Jorge de Guzmán Pérez       | —           |             |               |               |               | —            |                |              |                                            |                                            |                                            |                                            |                                            |
| Pablo Antonio Flores Cueva         | —           |             |               |               |               | —            |                |              |                                            |                                            |                                            |                                            |                                            |
| Marco Antonio Flores Troncoso      | —           |             |               |               |               | —            |                |              |                                            |                                            |                                            |                                            |                                            |
| Pedro Vicente Saona Roca           | —           |             |               |               |               | —            |                |              |                                            |                                            |                                            |                                            |                                            |